# Anguillicoloides novaezelandiae
Anguillicoloides novaezelandiae is een rondwormensoort uit de familie van de Anguillicolidae. De wetenschappelijke naam van de soort is voor het eerst geldig gepubliceerd in 1988 door Moravec & Taraschewski.